# Rudolf Wulf
Pour les articles homonymes, voir Wulf.
Rudolf Wulf (12 décembre 1905 à Elmshorn - 14 novembre 1972 à Breitbrunn) est un Generalmajor allemand qui a servi au sein de la Heer dans la Wehrmacht pendant la Seconde Guerre mondiale.
Il a été récipiendaire de la croix de chevalier de la croix de fer avec feuilles de chêne. La croix de chevalier de la croix de fer et son grade supérieur, les feuilles de chêne, sont attribués pour récompenser un acte d'une extrême bravoure sur le champ de bataille ou un commandement militaire avec succès.

## Biographie
Rudolf Wulf est capturé par les forces britanniques le 9 mai 1945 et est libéré en 1948.

## Décorations
- Croix de fer (1939)
  - 2e classe (6 octobre 1939)
  - 1re classe (27 juin 1941)
- Insigne des blessés (1939)
  - en noir
- Insigne de combat d'infanterie
- Médaille du front de l'Est
- Croix de chevalier de la croix de fer avec feuilles de chêne
  - Croix de chevalier le 13 novembre 1942 en tant que Major et commandant du Infanterie-Regiment 422[1]
  - 556e feuilles de chêne le 19 août 1944 en tant que Oberst et commandant du Grenadier-Regiment 422[2]